# Mentophilus
Mentophilus är ett släkte av skalbaggar. Mentophilus ingår i familjen bladhorningar.
Kladogram enligt Catalogue of Life:
| Mentophilus | \| \| Mentophilus hollandiae \| \| \| \| \| \| Mentophilus subsulcatus \| \| \| \| |
|             | \| \| Mentophilus hollandiae \| \| \| \| \| \| Mentophilus subsulcatus \| \| \| \| |
|             | Mentophilus hollandiae                                                             |
|             |                                                                                    |
|             | Mentophilus subsulcatus                                                            |
|             |                                                                                    |